# Pedro Aurélio Munt
Pedro Aurélio Munt (Ypacaraí, 2 de dezembro de 1909 – Maceió, Data de falecimento desconhecida) foi um treinador e ex-futebolista paraguaio que atuou como meia ou volante.

## Títulos

### Como jogador
Boca Juniors
- Campeonato Argentino: 1934 (pela LAF) e 1935[14]

### Como treinador
Náutico
- Campeonato Pernambucano: 1945[15]

## Campanhas de destaque

### Como treinador
Sport
- Campeonato Pernambucano: 1946 (4º colocado)